# Busbanzá
Busbanzá là một thị xã và đô thị ở Departamento của Colombia Boyacá. Busbanza is also thuộc tỉnh Tundama một phân vùng của Boyaca.